# Lotniskowce typu Hiyō
Lotniskowce typu Hiyō (jap. 飛鷹型航空母艦 Hiyō-gata kōkūbokan) – lotniskowce zbudowane dla Japońskiej Cesarskiej Marynarki Wojennej podczas II wojny światowej. Oba okręty tego typu zostały pierwotnie zamówione jako luksusowe liniowce pasażerskie, zanim zostały przejęte przez Cesarską Marynarkę Wojenną i przebudowane w 1941 roku. „Jun'yō” był pierwszym lotniskowcem tego typu ukończonym w maju 1942 roku, a miesiąc później wziął udział w inwazji na Wyspy Aleuckie. Oba okręty brały udział w wielu bitwach podczas kampanii na Guadalcanalu pod koniec 1942 roku. Ich samoloty były wiele razy używane bojowo z baz lądowych w bitwach na południowo-zachodnim Pacyfiku.
„Hiyō” został storpedowany w czerwcu 1943 roku, zaś „Jun'yō” w listopadzie, oba okręty były naprawiane przez około trzy miesiące. Po naprawach jednostki spędzały większość czasu trenując i przewożąc samoloty, zanim powróciły do służby bojowej. „Hiyō” został zatopiony przez eksplozję paliwa, spowodowaną trafieniem przez amerykańską torpedę podczas bitwy na Morzu Filipińskim w połowie 1944 roku, podczas gdy „Jun'yō” został uszkodzony wieloma bombami. Pod koniec 1944 roku, z powodu braku samolotów „Jun'yō” był używany jako transportowiec. W grudniu został storpedowany, po czym był remontowany aż do marca 1945 roku, gdy naprawy uznano za nieopłacalne. Okręt przeklasyfikowano na hulk, którym pozostał do końca wojny. Po kapitulacji Japonii we wrześniu 1945 roku, Amerykanie uznali lotniskowiec za niewarty remontu, w związku z czym został on zezłomowany na przełomie 1946 i 1947 roku.

## Opis konstrukcji
Okręty zostały zamówione jako szybkie luksusowe liniowce pasażerskie „Izumo Maru” i „Kashiwara Maru” przez Nippon Yūsen (japońskie transportowe przedsiębiorstwo żeglugowe – NYK) pod koniec 1938 roku. W zamian za zwrot 60% kosztów ich budowy przez Ministerstwo Marynarki Wojennej zostały one przeznaczone do przebudowy na lotniskowce.
Podczas przebudowy okręty wyposażono w kadłub o podwójnym dnie, dodatkowe zbiorniki paliwa, dodatkowe grodzie poprzeczne i wzdłużne i wzdłużną gródź przedzielającą pomieszczenia turbin. Wzmocniono główny pokład, powiększono wysokość między pokładami, przemieszczono nadbudówkę i kabiny pasażerskie, aby ułatwić instalację wind lotniczych i hangarów, zostawiono przestrzeń dla dodatkowych kabli elektrycznych, zamontowano gruszkę dziobową i dodatkowe zbiorniki paliwa lotniczego przed i za maszynownią. Ze względu na oszczędność paliwa, NYK uznawało prędkością maksymalną wynoszącą 24 węzły (44 km/h) za wystarczającą dla szybkich liniowców, jednak marynarka wojenna chciała prędkości maksymalnej nie mniejszej niż 25,5 węzła (47,2 km/h).
Okręty miały długość całkowitą 219,32 m. Szerokość wynosiła 26,7 m, a zanurzenie 8,15 m. Wyporność standardowa wynosiła 23 770 ts (24 150 ton). Ich załoga liczyła od 1187 do 1224 oficerów i marynarzy.
Oba okręty były wyposażone w dwa systemy turbin parowych z przekładniami Mitsubishi-Curtis o mocy łącznej 56 250 shp (41 950 kW), napędzających dwie śruby o średnicy 5,5 m. Para była wytwarzana przez sześć kotłów wodnorurkowych; „Jun'yō” posiadał trójwalczakowe kotły parowe Mitsubishi, wytwarzające parę o ciśnieniu 40 at i temperaturze 420 °C, podczas gdy „Hiyō” posiadał kotły parowe Kawasaki-La Mont. Ich maszynownia, zaprojektowana do służby handlowej, była ponad cztery razy cięższa niż na specjalnie zbudowanym lotniskowcu „Hiryū”. Prędkość projektowa okrętów wynosiła 25,5 węzła, jednak obydwie jednostki przekroczyły ją minimalnie podczas prób morskich. Przewoziły one 4100 t mazutu, co dawało im zasięg 11 700 mil morskich (21 700 km) lub większy przy prędkości 18 węzłów (33 km/h).

### Pokład startowy
Pokład startowy miał długość 210,3 m, a szerokość 27,3 m. Duża nadbudówka została zamontowana na sterburcie i była połączona, po raz pierwszy na japońskim lotniskowcu, z kominem. Komin był wychylony o 26° na zewnątrz, aby utrzymywać gorące spaliny z dala od obszaru operacji powietrznych. Okręty zostały zaprojektowane z dwoma zbudowanymi na sobie hangarami, każdy o długości ok. 153 m, szerokości 15 m i wysokości 5 m. Każdy hangar mógł być podzielony przez cztery zasłony przeciwpożarowe i zostały one także wyposażone w dozowniki piany gaśniczej po każdej stronie. Hangary były obsługiwane przez dwie kwadratowe windy lotnicze z zaokrąglonymi narożnikami, o boku równym 14 m. Windy lotnicze miały maksymalny udźwig 5000 kg i zajmowało im 15 sekund, aby przejechać z dolnego hangaru na pokład startowy. Okręty były wyposażone w elektrycznie operowane aerofiniszery Typ Kure model 4 z dziewięcioma linami hamującymi. Zainstalowano także dwie bariery awaryjne Typ 3. Nie zamontowano jednak żadnych katapult startowych. Okręty miały także dźwig na bakburcie pokładu startowego, tuż za rufową windą lotniczą.
Grupa lotnicza miała według planów składać się oryginalnie z 12 myśliwców Mitsubishi A5M plus cztery w rezerwie, 18 bombowców nurkujących Aichi D3A plus dwa w rezerwie i 18 samolotów torpedowych Nakajima B5N. W momencie wejścia do służby okrętów w 1942 roku A5M zostały wymienione na tuzin A6M Zero i kolejne trzy A6M w rezerwie. Wnioski wyciągnięte z bitwy pod Midway spowodowały zwiększenie liczby myśliwców na lotniskowcach typu Hiyō do 21 A6M, a liczbę innych samolotów zmniejszono do 12 D3A i 9 B5N. Pod koniec roku sześć kolejnych A6M zastąpiło taką samą liczbę D3A. Mimo że było możliwe zmieszczenie wszystkich tych samolotów w hangarach, osiem lub dziewięć samolotów stało zazwyczaj na pokładzie startowym, aby zmniejszyć ciasnotę panującą w hangarach.

### Opancerzenie, uzbrojenie i sensory
Z powodu przebudowy z liniowca oceanicznego dodanie dużej ilości pancerza było niemożliwe, chociaż okręty posiadały podwójny kadłub. Dwie płyty stali Ducol, każda o grubości 25 mm, chroniły obydwie strony maszynowni okrętów. Zbiorniki paliwa lotniczego i magazyny były chronione przez jedną warstwę stali Ducol. Dodatkowo, maszynownia została wielokrotnie podzielona przez poprzeczne i wzdłużne grodzie, aby ograniczyć wszelkie przecieki.
Ich główne uzbrojenie składało się z dwunastu dział przeciwlotniczych Typ 89 kal. 127 mm w dwudziałowych wieżach zamontowanych na sponsonach burtowych po obydwóch stronach kadłuba. Strzelały one pociskami o masie 23,45 kg z szybkostrzelnością wynoszącą od 8 do 14 strzałów na minutę z prędkością wylotową 700–725 m/s. przy kącie podniesienia 45° zasięg tych dział wynosił 14 800 m, a maksymalny pułap 9400 m. Okręty były też wyposażone w osiem potrójnych działek przeciwlotniczych Typ 96 kal. 25 mm, także zamontowanych na sponsonach burtowych po obydwóch stronach kadłuba. Strzelały one pociskami o masie 0,25 kg przy prędkości wylotowej 900 m/s. Przy kącie podniesienia 50° maksymalny zasięg tych działek wynosił 7500 m, a maksymalny pułap 5500 m (przy 85°). Maksymalna efektywna szybkostrzelność wynosiła tylko od 110 do 120 strzałów na minutę z powodu częstej potrzeby wymieniania magazynków o pojemności 15 nabojów. W połowie 1943 roku zostały dodane kolejne cztery potrójne działka, a pod koniec 1943 roku i na początku 1944 roku dodano następne cztery potrójne zestawy. Dwa z ostatnich czterech zestawów działek zostały zamontowane na rufie, a pozostałe zainstalowano przed i za nadbudówką. Dodano także 12 pojedynczych działek, z których część była przenośna – na pokładzie startowym znajdowały się miejsca ich mocowania. Po bitwie na Morzu Filipińskim w czerwcu 1944 roku uzbrojenie przeciwlotnicze „Jun'yō” wzmocniono następnymi trzema potrójnymi działkami, dwoma podwójnymi i 18 pojedynczymi kal. 25 mm Typ 96, oraz sześcioma wyrzutniami rakiet o pojemności 28 pocisków każda. Rakiety te, kal. 120 mm, ważyły 22,5 kg, a maksymalna prędkość wylotowa wynosiła 200 m/s. Ich maksymalny zasięg wynosił 4800 m. W październiku 1944 roku „Jun'yō” posiadał 91 działek kal. 25 mm, w tym 57 na 19 stanowiskach potrójnych, cztery na podwójnych i 30 pojedynczych.
Dwa systemy kontroli ognia przeciwlotniczego Typ 94, jeden po każdej stronie okrętu, służyły do naprowadzania dział Typ 89. Każdy system posiadał dalmierz o bazie 4,5 m. Kiedy „Jun'yō” wszedł do służby, zainstalowane były tylko dalmierze, zaś systemy kontroli ognia dodano później. Cztery systemy kontroli ognia Typ 95 obsługiwały działka 25 mm, a kolejna para została dodana na początku 1943 roku. Wczesne ostrzeganie przed nadciągającym atakiem powietrznym zapewniały dwa radary powietrzne Typ 2, Mark 2, Model 1. Pierwszy z nich zamontowano na górze nadbudówki między połową a końcem 1942 roku na każdym z okrętów, a drugi dodano w 1943 roku. Ten ostatni dodany radar został zamontowany na bakburcie za rufową windą lotniczą. Mniejszy radar powietrzny Typ 3, Mark 1, Model 3 zainstalowano na „Jun'yō” w 1944 roku.

## Okręty
| Okręt           | Oryginalna nazwa | Stocznia                                          | Położenie stępki  | Wodowanie       | Wejście do służby | Los                                                          |
| --------------- | ---------------- | ------------------------------------------------- | ----------------- | --------------- | ----------------- | ------------------------------------------------------------ |
| „Hiyō” (飛鷹)   | „Izumo Maru”     | stocznia marynarki wojennej Kawasaki w Kobe       | 30 listopada 1939 | 24 czerwca 1941 | 31 lipca 1942     | zatopiony 21 czerwca 1944 podczas bitwy na Morzu Filipińskim |
| „Jun'yō” (隼鷹) | „Kashiwara Maru” | stocznia marynarki wojennej Mitsubishi w Nagasaki | 20 marca 1939     | 26 czerwca 1941 | 3 maja 1942       | zezłomowany w latach 1946–1947                               |

## Przebieg służby
Okręty zostały zakupione przez Ministerstwo Marynarki Wojennej 10 lutego 1941 roku za cenę 48 346 000 jenów, a ich uzbrojenie i samoloty kosztowały kolejne 27 800 000 jenów. Koszt przebudowy obu okrętów zamknął się kwotą 38 073 000 jenów. Całkowita suma ich zakupu, uzbrojenia, grupy lotniczej i przebudowy wyniosła razem 114 219 000 jenów. „Kashiwara Maru” i „Izumo Maru” zostały tymczasowo przemianowane odpowiednio na okręt nr 1001 i okręt nr 1002, by utrzymać ich przebudowę w tajemnicy. „Jun'yō” był początkowo klasyfikowany jako pomocniczy lotniskowiec, jednak po stracie czterech japońskich lotniskowców w bitwie pod Midway został on w lipcu przeklasyfikowany na regularny lotniskowiec. „Hiyō”, ukończony po utracie tych lotniskowców, otrzymał tę klasyfikację od samego początku.
Pomimo tego, że „Jun'yō” został zwodowany kilka dni po „Hiyō”, to został przyjęty do służby jako pierwszy, w maju 1942 roku. Przydzielony do 4. Dywizjonu Lotniskowców 1. Floty Powietrznej razem z „Ryūjō”, został wyznaczony do wsparcia inwazji na Wyspy Aleuckie, dywersyjnego ataku, który miał wesprzeć uderzenie na Midway. „Jun'yō” podczas tej operacji miał na pokładzie 18 A6M2 Zero i 18 D3A. Okręt rozpoczął swoje pierwsze naloty powietrzne o świcie 3 czerwca na Dutch Harbor na wyspie Unalaska. „Jun'yō” osiągnął niewiele podczas tej operacji, tracąc pięć własnych samolotów, podczas gdy jego grupa lotnicza zestrzeliła pięć amerykańskich.
Po powrocie do Truk 9 października obydwa siostrzane okręty zostały przydzielone do 2. Dywizjonu Lotniskowców w celu rozpoczęcia operacji przeciwko amerykańskim wojskom w rejonie Guadalcanalu jako część 3. Floty. 15 października obydwa lotniskowce dopłynęły do okolic wyspy Malaita w archipelagu Wysp Salomona, a ich samoloty odkryły konwój zaopatrzeniowy kierujący się w stronę Guadalcanalu, który był eskortowany przez niszczyciel USS „Meredith”. Ich samoloty zaatakowały i zatopiły „Meredith”. Następnego dnia lotniskowce odnalazły mały transportowiec wodnosamolotów USS „McFarland” koło Przylądka Lunga, wyładowujący paliwo lotnicze do barek. Bombowce nurkujące z obydwu lotniskowców zniszczyły rufę okrętu, jednak nie udało im się zatopić „McFarlanda”. Obydwie jednostki miały odegrać ważną rolę w japońskiej próbie odbicia Guadalcanalu. Ich samoloty miały zapewniać osłonę z powietrza po japońskim nocnym ataku, który miał zająć Henderson Field, a następnie miały one wylądować na tym lotnisku, jednak problemy z maszynownią na „Hiyō” zmusiły go do powrotu do Truk. Zanim „Hiyō” opuścił rejon Guadalcanalu, przekazał on część swoich samolotów na drugi lotniskowiec.
Pod koniec października 1942 roku, podczas walk o Guadalcanal, „Jun'yō” wziął udział w bitwie koło wysp Santa Cruz. W tym czasie jego grupa lotnicza składała się z 18 A6M, 18 D3A i 9 B5N. Samoloty lotniskowca zadały lekkie uszkodzenia lotniskowcowi USS „Hornet”, pancernikowi „South Dakota” i lekkiemu krążownikowi „San Juan”. Jednakże trafienie torpedy jednego z B5N zmusiło Amerykanów do porzucenia próby naprawy lotniskowca „Hornet”. W międzyczasie pozostałe samoloty „Hiyō” odleciały 23 października do Rabaulu, skąd zapewniały wsparcie powietrzne dla wojsk japońskich na Guadalcanalu. Część grupy powietrznej została przeniesiona do Buin na Nowej Gwinei 1 listopada i wzięła udział w bitwie morskiej pod Guadalcanalem w połowie tego miesiąca. Samoloty, które pozostały w Rabaulu odleciały do Truk 11 listopada, a ocalałe samoloty z Buin ewakuowano do Japonii 14 grudnia.
W połowie listopada 1942 roku „Jun'yō” został wyznaczony do zapewnienia osłony powietrznej konwojowi transportującemu posiłki dla japońskich wojsk na Guadalcanalu podczas trzydniowej bitwy morskiej pod Guadalcanalem. Myśliwce lotniskowca nie były w stanie ochronić konwój: siedem transportowców zostało zatopionych, a kolejne cztery zostały uszkodzone. Pomiędzy grudniem 1942 roku a styczniem 1943 roku lotniskowiec osłaniał kilka konwojów transportujących posiłki do Wewak na Nowej Gwinei, a jego grupa lotnicza bazowała tam przez kilka dni, by ochraniać siły lądowe w tym rejonie, zanim powróciła do Truk 20 stycznia. Okręt następnie osłaniał ewakuację wojsk z Guadalcanalu na początku lutego.
„Hiyō” powrócił do Japonii w grudniu 1942, zaś „Jun'yō” w lutym 1943 roku. Oba okręty powróciły do Truk pod koniec marca, a ich grupy lotnicze zostały wyznaczone na początku kwietnia do wzięcia udziału w operacji I-Go, ofensywy powietrznej przeprowadzonej przez bazujące na lądzie samoloty przeciwko alianckim bazom na Wyspach Salomona i Nowej Gwinei. Okręty powróciły do Japonii pod koniec maja i wypłynęły w kierunku Truk 7 czerwca, jednak 10 czerwca „Hiyō” został storpedowany przez okręt podwodny USS „Trigger” i zmuszony do powrotu do portu w celu dokonania napraw. Jego samoloty poleciały do Truk 15 lipca i zostały skierowane na lekki lotniskowiec „Ryūhō”. Okręt był naprawiany w Yokosuce do 15 września. Grupa lotnicza „Jun'yō” została przeniesiona 2 lipca do Buin na Nowej Gwinei w odpowiedzi na amerykańskie lądowanie na wyspie Rendova 30 czerwca. Po zostawieniu tam swoich samolotów lotniskowiec wrócił do Japonii pod koniec lipca.
„Jun'yō” przetransportował samoloty do Singapuru w połowie sierpnia, a także żołnierzy i wyposażenie na Karoliny następnego miesiąca. 5 listopada 1943 roku okręt został trafiony torpedą okrętu podwodnego USS „Halibut”, jednak uszkodzony został tylko ster. Okręt był naprawiany i remontowany do 29 lutego 1944 roku w Kure. Grupy lotnicze obu lotniskowców zostały ponownie utworzone w Singapurze 1 listopada. Samoloty przeniesiono do Truk 1 grudnia, a następnie do Kaviengu pod koniec grudnia, zanim dotarły do Rabaulu 25 stycznia 1944 roku. Ocalałe maszyny były z powrotem w Truk 20 lutego, a grupa lotnicza została rozwiązana.
„Hiyō” opuścił Japonię 24 listopada 1943 roku wypływając w kierunku Singapuru. Dotarł tam 3 grudnia i został natychmiast przekazany do służby jako transportowiec samolotów, wykonując to zadanie do stycznia, kiedy powrócił do Japonii. W międzyczasie Cesarska Marynarka Wojennej odtwarzała grupy lotnicze na lotniskowcach, tak że jedna grupa lotnicza była przydzielana do jednego dywizjonu lotniskowców. 1 marca 1944 roku 652. Grupa Lotnicza została przydzielona do 2. Dywizjonu Lotniskowców, w skład którego wchodziły „Hiyō”, „Jun'yō” i „Ryūhō”. Grupa lotnicza była ostatnia w priorytecie rozbudowy i 1 kwietnia posiadała tylko 30 A6M model 21, 13 A6M model 52 i 4 D3A, podczas gdy według oryginalnych założeń miała się składać z 81 myśliwców, 36 bombowców nurkujących i 27 samolotów torpedowych. Okręty przeprowadzały trening dla swoich samolotów na Morzu Wewnętrznym do 11 maja, kiedy popłynęły do Tawi-Tawi na Filipinach. Nowa baza leżała bardzo blisko pól naftowych na Borneo, których marynarka wojenna bardzo potrzebowała, a także była blisko położona od Palau i zachodnich Karolin, gdzie Japończycy oczekiwali kolejnego amerykańskiego ataku. Jednakże baza ta nie posiadała żadnego lotniska lądowego, na którym można by było trenować nowych pilotów, a amerykańskie okręty podwodne były bardzo aktywne w tych okolicach, przez co japońskie okręty nie opuszczały portu.

### Bitwa na Morzu Filipińskim

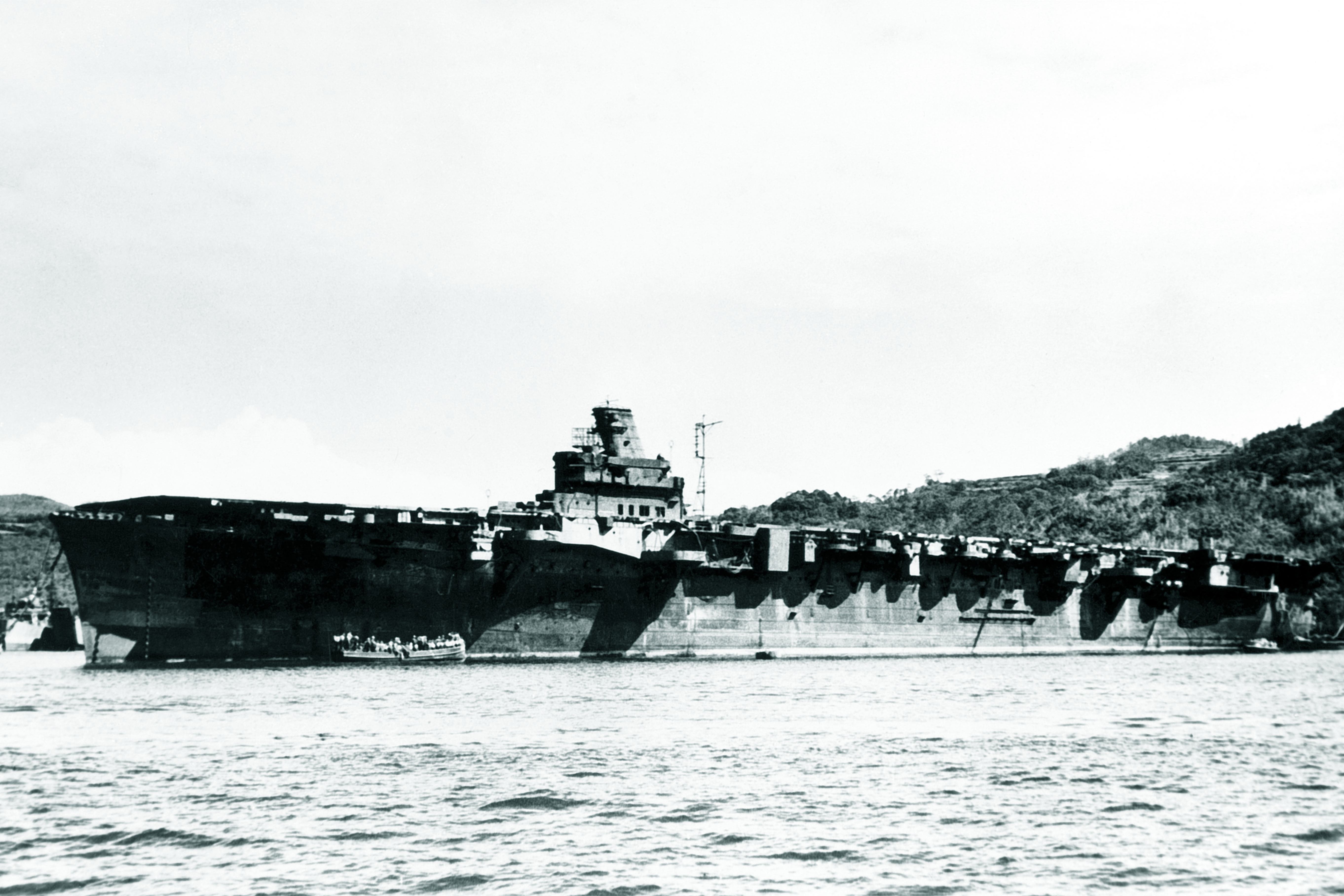
„Jun'yō” w Sasebo w 1945 roku

Kiedy japońska flota 13 czerwca popłynęła w okolice wyspy Guimares w środkowej części Filipin, gdzie zamierzała ćwiczyć operacje lotniskowców w rejonie lepiej chronionym przed okrętami podwodnymi, wiceadmirał Jisaburō Ozawa dowiedział się o amerykańskim ataku na Wyspy Mariańskie poprzedniego dnia. Po dotarciu do Guimares flota uzupełniła paliwo, a następnie skierowała się na Morze Filipińskie, gdzie 18 czerwca wykryła Task Force 58. Amerykanom nie udało się zlokalizować okrętów Ozawy tego dnia, a Japończycy skierowali się na południe, aby utrzymywać stałą odległość pomiędzy nimi, a amerykańskimi lotniskowcami, ponieważ Ozawa zdecydował się przypuścić ataki powietrzne rankiem następnego dnia. W tym czasie 652. Grupa Lotnicza składała się z 81 A6M, 27 D3A, 9 bombowców nurkujących D4Y i 18 samolotów torpedowych B6N, które w przybliżeniu były równomiernie podzielone między trzy okręty. Gdy w końcu japońskie lotniskowce przypuściły wielokrotne ataki powietrzne przeciwko amerykańskim okrętom – nie udało się ich zlokalizować, przez co samoloty nie spowodowały żadnych uszkodzeń, przy czym większość z nich stracono.
O zmierzchu Japończycy skręcili na północny zachód w celu przegrupowania się i uzupełnienia paliwa, a Amerykanie skierowali się na zachód, by zmniejszyć odległość pomiędzy flotami. Odkryli oni wycofujące się japońskie okręty po południu następnego dnia i wiceadmirał Marc Mitscher rozkazał przypuścić atak powietrzny. „Hiyō” został trafiony przez dwie bomby, z których jedna wybuchła nad mostkiem, zabijając lub raniąc całą jego obsadę. Okręt został także trafiony torpedą zrzuconą przez Avengera z lotniskowca USS „Belleau Wood”. Wybuch zniszczył pomieszczenia maszynowni na sterburcie oraz wzniecił pożar, jednak „Hiyō” mógł kontynuować rejs, aczkolwiek przy mniejszej prędkości. Dwie godziny później wyciekająca benzyna zapaliła się, co spowodowało ogromną eksplozję i w jej następstwie brak elektryczności na okręcie. Pożar był nie do opanowania i „Hiyō” zatonął rufą na pozycji 16°20′N 132°32′E/16,333333 132,533333. Ok. 1000 ludzi zostało uratowanych przez eskortujące go niszczyciele, jednak 247 oficerów i marynarzy zginęło na pokładzie lotniskowca.
„Jun'yō” został trafiony przez dwie bomby w pobliżu nadbudówki. Uszkodzenia nie były ciężkie, ale uniemożliwiły prowadzenie operacji lotniczych. 652. Grupa Lotnicza zgłosiła zestrzelenie dwóch myśliwców F6F Hellcat i dziewięciu samolotów torpedowych TBF Avenger, jednak sama straciła 11 samolotów, a kolejne trzy były zmuszone wodować. Pod koniec bitwy grupa składała się z 11 A6M5, 5 A6M2 i 1 B6N i została rozwiązana 10 lipca. Większość z jej pozostałego personelu została przeniesiona do 653. Grupy Lotniczej.

### Dalsze losy „Jun'yō”
Po naprawach w Kure okręt pozostawał na Morzu Wewnętrznym bez samolotów do 27 października, kiedy został wyznaczony do przetransportowania materiałów na Borneo. 3 listopada „Jun'yō” został zaatakowany przez okręt podwodny USS „Pintado”, jednak eskortujący go niszczyciel „Akikaze” celowo poświęcił się zasłaniając lotniskowiec i trafiony torpedą zatonął z całą załogą. Podczas powrotu do Manili lotniskowiec został rankiem 9 grudnia 1944 roku zaatakowany przez okręty podwodne USS „Sea Devil”, „Plaice” i „Redfish”. „Jun'yō” został trafiony przez trzy torpedy, jednak był w stanie kontynuować rejs na jednym silniku. Okręt dotarł do Sasebo następnego dnia i rozpoczął naprawy 18 grudnia.
Naprawy zostały przerwane w marcu 1945 roku z powodu braku materiałów i okręt został 1 kwietnia przesunięty z doku do zatoki Ebisu w Sasebo. Próby zakamuflowania okrętu rozpoczęły się 23 kwietnia, a 20 czerwca został on przemianowany na okręt strażniczy. 5 sierpnia rozkazano usunąć uzbrojenie z „Jun'yō”, a 2 września okręt poddano aliantom. Amerykański zespół techniczny ocenił stan okrętu 8 października i uznał naprawę jednostki za całkowicie nieopłacalną. „Jun'yō” został skreślony z listy floty 30 listopada 1945 roku i zezłomowany w Sasebo pomiędzy 1 czerwca 1946 a 1 sierpnia 1947 roku.